# Nécropole nationale d'Avocourt
De Nécropole nationale d'Avocourt is een begraafplaats met 1.896 Franse soldaten uit de Eerste Wereldoorlog in de gemeente Avocourt in het departement Meuse in de regio Grand Est.